# Pedro Caldentey
Pour les articles homonymes, voir Caldentey.
Pedro Caldentey Bauzá, né le 2 septembre 1928 à Sant Llorenç des Cardassar (Îles Baléares, Espagne) et mort dans la même localité le 1er janvier 1975, est un footballeur espagnol qui jouait au poste de gardien de but dans les années 1950 et 1960.

## Biographie
Pedro Caldentey rejoint en 1949 le RCD Majorque qui joue en deuxième division. Il reste dans ce club jusqu'en 1952, année où il est recruté par le FC Barcelone comme troisième gardien derrière Antoni Ramallets et Juan Zambudio Velasco. 
La saison suivante, avec l'arrivée de Francisco Javier Goicolea, il est le quatrième gardien ce qui entraîne son prêt en 1954 à la España Industrial (filiale à l'époque du FC Barcelone), puis en 1955 au Real Murcie. Lors de ses deux saisons au FC Barcelone, il joue deux matchs de championnat d'Espagne et il remporte un championnat (1953), une Coupe d'Espagne (1953) et deux Coupes Eva Duarte (1953 et 1954).
En 1956, il est recruté par le Real Oviedo, club où il passe ses meilleures années, avec notamment quatre années en première division (de 1958 à 1962).
Pedro Caldentey met un terme à sa carrière de joueur avec le RCD Majorque en 1963. 
Il joue en tout 73 matchs en première division.
Il se consacre ensuite à l'hôtellerie et est dirigeant du CE Manacor.

## Palmarès
Avec le FC Barcelone :
- Champion d'Espagne en 1953
- Vainqueur de la Coupe d'Espagne en 1953
- Vainqueur de la Coupe Eva Duarte en 1953 et 1954